# 熊谷勇希
熊谷 勇希（くまがい ゆうき、1月14日 - ）は、日本の男性声優、俳優。
血液型 A型。以前は、劇団すごろくに所属。現在は、有限会社 USPに所属。

## 出演作品

### テレビアニメ
2008年
- あたしンち（TVの声、男性B、引越業者B、オペレーターB、警官、宅配員、客B）
- 名探偵コナン

2009年
- あたしンち（男性、店員B）

### OVA
2009年
- それいけ!アンパンマン

### ゲーム
2005年
- 必殺裏稼業

2009年
- 絶体絶命都市3 -壊れゆく街と彼女の歌-
- なりそこない英雄譚〜太陽と月の物語〜（レンブル）

2011年
- どきどきすいこでん（主人公）

2012年
- パチパラ3D 大海物語2 With アグネス・ラム 〜パチプロ風雲録・花 消されたライセンス〜（海老原康夫）

### 舞台
- 劇団すごろく
  - (03年10月)「悪魂ローリングストーン」 -　黒子 役
  - (04年2月)「サバイバー佐藤さん」 -　佐藤（加藤） 役
  - (04年6月)「再会〜落日の花火〜」 -　竜次 役
  - (04年10月)「恋する？ハッスル？？***する！？」 -　番卒1 役
  - (05年3月)「想い出のガーデニア」 -　ポピー 役
  - (05年6月)「お憑かれ！Only 幽」 -　男 役
  - (05年10月)「雷名」 -　人足3 役
  - (06年3月)「あなたが地球にいた頃」 -　藤田祐介 役
  - (06年10月)「朝風」 -　やくざ1 役
  - (07年6月)「うるさ方」 -　冷風十助 役
  - (07年10月)「平屋騒乱記〜須原屋解体新書殺人事件〜」 -　般若党ろ（ろ太郎） 役
  - (08年6月)「残り香」

### イベント
- ミニ四駆グランプリ2014Autumn〜